# Данелия, Кирилл Георгиевич
Кирилл Георгиевич Данелия (род. 4 декабря 1968) — российский художник, куратор, коллекционер, галерист. Как антиквар специализируется, главным образом, на искусстве древнего Китая, Индии и Дальнего Востока.

## Биография
Учился в Школе-студии МХАТ по специальности «художник-технолог». Приёмный сын кинорежиссёра Георгия Данелии. Мать — режиссёр Галина Юркова (род. 1944).
В советский период работал как художник-декоратор Челябинского драматического театра (1986—1987), театра имени Станиславского (1987); бутафор Центрального академического театра Советской армии (1987).
В 1989—2002 годы жил и работал в США, «на волне любви американцев к русскому искусству уехал по контракту в Нью-Йорк заниматься живописью и работать с местными галереями». Также в Нью-Йорке Данелия активно занимался искусством татуировки, которое пропагандировал и в Москве, став одним из организаторов Первой международной тату-конвенции в Москве.
В 2002 году вернулся в Москву на постоянное жительство и открыл галерею Fusion Culture Gallery.
Почетный член Российской Академии художеств (2011). Член Международной федерации художников ЮНЕСКО; член правления фонда Георгия Данелия сохранения традиций и развития нового кино.

## Восточное искусство
Восточным искусством увлекся во время пребывания в США, начав с искусства Гандары — региона, где произошло смешение эллинизма и буддистских традиций.
В Москве в 2002 открыл галерею восточного искусства Fusion Culture Gallery, долгие годы располагавшуюся на Патриарших прудах, а позже переехавшую на Поварскую улицу. Владелец одной из самых известных публичных частной российских коллекций японской гравюры, в особенности её эротического жанра сюнга.
В ареал интересов Данелия входит и древнеегипетское искусство. Особое внимание прессы привлекла в 2018 году новость о том, что ГМИИ им. А. С. Пушкина начал краудфандинг-кампанию по сбору 6 млн руб. на покупку у Данелия египетского ритуального жезла эпохи Среднего царства (XIX—XVIII до н. э.). Это был один из первых случаев музейного краудфандинга в современной России, причем ради ГМИИ коллекционер сбросил продажную цену вдвое. В 2024 году выставил на московском Антикварном салоне саркофаг египетской жрицы.

### Выставки
В качестве куратора Кирилл Данелия воплотил ряд выставок и образовательных программ; также он участвует в выставках как коллекционер:
- «Древние Культуры Востока» в Музее Востока (Москва, 2006—2007 гг.)[1]
- «Кирилл Данелия. Новая археология» (2016, ГЦТМ имени А. А. Бахрушина[12])
- «Стражи времени. Керамическая скульптура Древнего Китая» (ГМИИ, 2018)[13]
- выставки японских гравюр в рамках Года Японии (2018, в Нижнем Новгороде, Ульяновске и Великом Новгороде[14])[2].
- «47 ронинов. Легенда как искусство. Японская гравюра из собрания Кирилла Данелия» (2019/2020, Музей Востока[15])
- «Сюнга. Откровенное искусство Японии. Из коллекции Кирилла Данелия» (2020, Всероссийский музей декоративного искусства[16])
- Выставка памяти Георгия Данелии «Бумажный кинематограф» (2020, ММСИ[17])
- «Красавицы и воины. Тиканобу» (Музей Востока, 2024[18])
- «Династия Минь: Восток в Полутора комнатах» (2024, Музей И. Бродского Полторы комнаты)[19]

### Издательская деятельность
- Откровенное искусство Японии. Сюнга = Сюнга : Explicit art of Japan. Shunga / коллекция Кирилл Данелия; вступительная статья Виктор Ерофеев; текст Анна Пушакова. — Москва : РИП-холдинг, cop. 2016. ISBN 978-5-903190-83-6
- А. В. Иванова, Р. Б. Жирнов. Красавицы и воины. Тиканобу. М., ГМВ, 2024. ISBN 978-5-604-95256-6.

## Художник
Как художник работает в технике живописи и ассамбляжа: «части скрипок и саксофонов, совмещенные с нью-йоркскими гидрантами и упаковками от лапши быстрого приготовления», описывает его типичную манеру арт-критик Дмитрий Буткевич. Причисляется искусствоведами к «третьему русскому авангарду».
Василий Церетели, директор ММСИ, характеризует его творчество так: «Кирилл Данелия был одним из первых художников, выставлявшихся в Московском музее современного искусства вскоре после его открытия, а его произведения по праву занимают важное место в нашем собрании… Данелия — наследник поколения шестидесятников, заново осмысливших жанр натюрморта и жизнь предмета в искусстве. Главную роль в его картинах играют вещи, которые интегрируются в живописную ткань и приобретают совершенно новое значение. Скрипки, бутылки, старые патефоны и пожелтевшие газетные страницы — узнаваемые элементы стиля художника. Они трансформируются, теряя объём и вес, максимально сближаясь с плоскостью холста».
Сам художник рассказывал о себе так: «Самый главный для меня в искусстве мастер, пожалуй, Роберт Раушенберг. Я считаю, именно он оказал главное влияние на всю лианозовскую школу. Да и в целом — на весь русский нонконформизм. А из всех своих российских учителей больше всего люблю Оскара Рабина, Виталия Длуги и конечно — Давида Штеренберга… Вообще-то, мне ближе всего образ московской кухни. Откуда и вышел абсолютно весь советский поп-арт. Да и все-то мы, по большому счету, родом оттуда. Когда-то все жили в тех стереотипах…»
Художественные произведения Кирилла Данелия находятся в собраниях Московского музея современного искусства, Государственной Третьяковской галереи, Ивановского областного художественного музея, Тверской областной картинной галереи,

### Выставки
Выставляется с 1989 года, принял участие в более 40 групповых выставках в России, США, Швейцарии, Швеции, Великобритании.
Персональные выставки
- «Апокриф» (1989)
- В Storm Group Collection (Лондон, 1991, 1992);
- в галереях «RHA» Gallery (Дублин, 1992),
- «Вместе» (Москва, 1994);
- «Пан-Дан» (Москва, 1995, 1997, 1999, 2000, 2006),
- в издательском доме «Наше наследие» (Москва, 1996),
- в Центральном доме художника (Москва, 1997),
- в Манеже (Москва, 1998),
- «3D (Николай, Георгий, Кирилл Данелия)» (1999)
- в галереях «Grant Gallery» (Нью-Йорк, 1999, 2000),
- «Peace and Colour Galler» (Лондон, 2000),
- в Тверской областной картинной галерее (2000),
- Ивановском областном художественном музее (2000),
- в Московском музее современного искусства (2001; «The Greatest Hits», 2009),
- в галерее «Gallery MARTin» (Зиссах, Швейцария, 2002)[1].
- «Кирилл Данелия. Новая археология» (2016, ГЦТМ имени А. А. Бахрушина[12])
- в Музее декоративно-прикладного искусства (2025)

### Каталоги
- Кирилл Данелия. М., 1996. Вступительная статья Виталия Пацюкова «Лирический музей вещей Кирилла Данелия».
- Кирилл Данелия. М., Арбат-Капитал, 2009.
- Кирилл Данелия. Новая археология : каталог выставки, 17 марта — 24 апреля 2016 / Министерство культуры Российской Федерации, Государственный центральный театральный музей имени А. А. Бахрушина; [составители К. Г. Данелия, Е. А. Шапиро]. — Москва : Гос. центральный театральный музей имени А. А. Бахрушина, 2016. ISBN 978-5-906801-16-6